# محطة كهرباء يريفان الحرارية
محطة كهرباء يريفان الحرارية (بالأرمنية: Երևանի ջերմաէլեկտրակայան) هي محطة طاقة حرارية لتوليد الكهرباء تقع على بعد 10 كيلومترات من العاصمة الأرمنية يريفان.
 المحطة تعمل بالغاز الطبيعي وهي بقدرة 242 ميغاواط ٬ المحطة القديمة بنيت عام 1961 في العهد السوفيتي وأغلقت في عام 2010 ٬ أما المحطة الحالية فبنيت عام 2007 وافتتحت في 2010.
1. ↑  "Yerevan Combined-Cycle Thermal Power Plant, Armenia". Power Technology. مؤرشف من الأصل في 2018-06-29. اطلع عليه بتاريخ 2015-12-21.